# Herman Munster
Herman Munster, in italiano noto anche come Herman de Mostri, è un personaggio immaginario del franchising horror-comedy statunitense The Munsters, creato nel 1964 da Allan Burns, Chris Hayward, Norm Liebmann e Ed Haas per la sitcom statunitense I mostri (The Munsters, 1964-1966).
È il patriarca della Famiglia Munster, marito di Lily Munster, ed è uno dei mostri di Frankenstein creati in un laboratorio in Germania nel XIX secolo, dal dottor Victor Frankenstein.
Il personaggio è stato originariamente interpretato dall'attore statunitense Fred Gwynne, nella serie televisiva I mostri (The Munsters, 1964-1966), che l'ha poi ripreso anche nei sequel Marineland Carnival (1965), La dolce vita... non piace ai mostri (1966) e The Munsters' Revenge (1981), oltre che nell'episodio Edie Adams, Fred Gwynne, Glenn Yarbrough , della terza stagione di The Danny Kaye Show (1966). In seguito, è stato interpretato anche da John Schuck (I mostri vent'anni dopo, 1988-1991), Edward Herrmann (Here Come the Munsters, 1995), Sam McMurray (The Munsters' Scary Little Christmas, 1996), Jerry O'Connell (Mockingbird Lane, 2012) e Jeff Daniel Phillips (The Munsters, 2022).

## Caratteristiche del personaggio

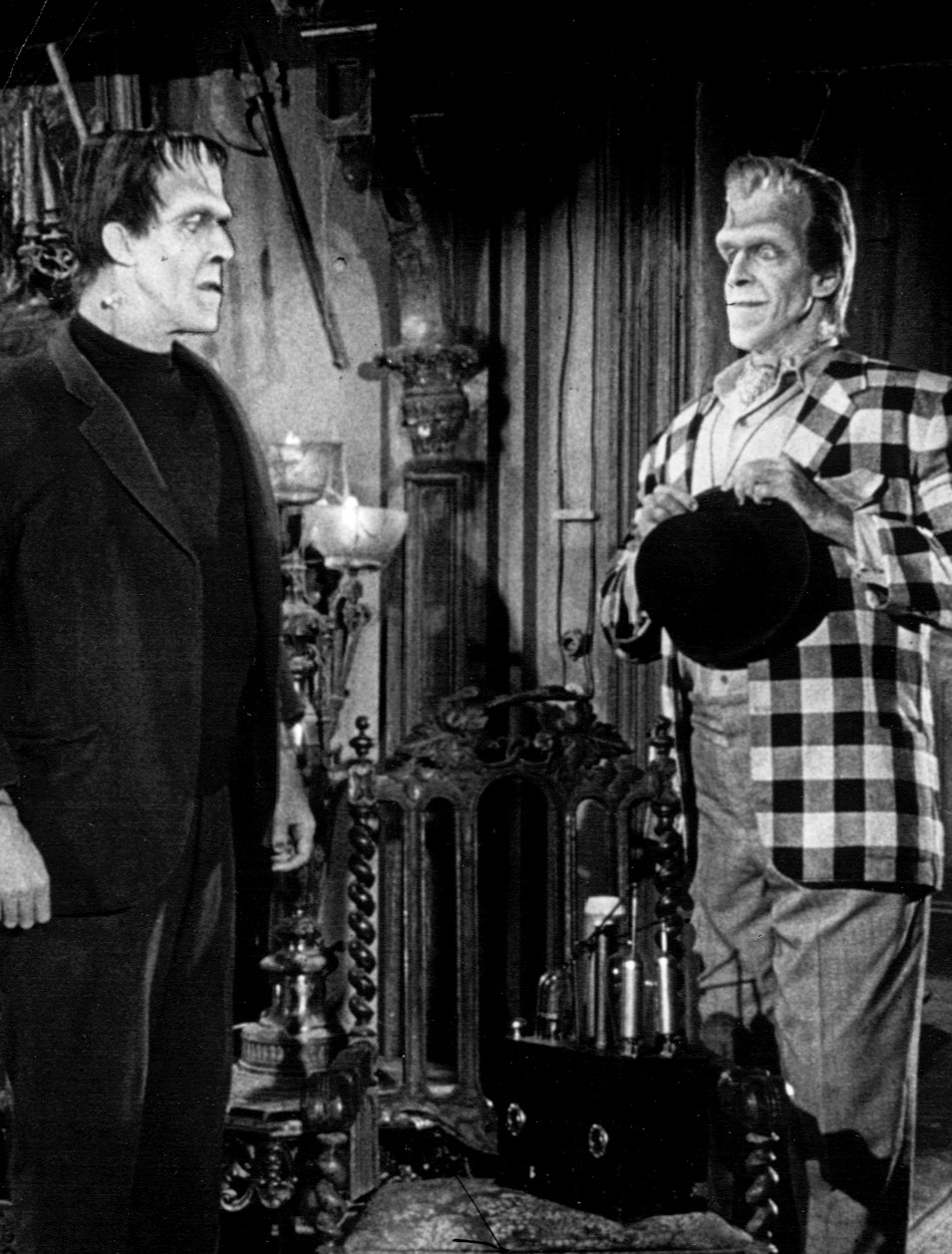
Herman Munster con il fratello Charlie

Herman è un amabile, bonario e goffo buffone. Nonostante sia vivo da oltre un secolo, si comporta in modo piuttosto infantile, spesso facendo i capricci, punteggiati da fragorosi ruggiti animaleschi. Nonostante i suoi comportamenti infantili, è una figura paterna premurosa nei confronti del figlio Eddie e un marito amorevole e devoto. È molto gentile con tutti, ma è anche molto ingenuo, spesso fraintende le situazioni o si lascia ingannare. Occasionalmente ha problemi a riconoscere quando qualcuno ha intenzioni maligne o disoneste nei suoi confronti. La maggior parte delle persone, tuttavia, fugge terrorizzata vedendo il volto mostruoso di Herman, cosa che lui non capisce e attribuisce a qualche altra causa. In alcuni casi, la sua presenza da sì che oggetti inanimati o opere d'arte prendano vita e fuggano terrorizzati. Ciò è avvenuto ad esempio come una statua di Daniel Boone in un parco, con un gorilla impagliato in un museo, con un graffito di un volto in una cella di prigione che ha iniziato a sorridere, per poi trasformarsi in un'espressione di terrore.
Herman è incredibilmente forte, una volta ha sollevato una pesantissima palla da demolizione con una mano. Non fa molti movimenti, rimanendo spesso praticamente immobile, ed è accaduto che auto lo abbiano investito senza causargli il minimo danno. Una volta una cassaforte gli è caduta in testa e gli ha provocato un'amnesia, ma non gli ha fatto male. Quando gli viene chiesto quanto pesa, Herman risponde: "Tre giri", il che significa che il quadrante sulla bilancia gira tre volte. Sulla sua patente di guida è indicato che pesa 380 libbre (170 kg), è alto 7 piedi (2,1 m) e 6 pollici (150 mm) e ha gli occhi marroni. Quando gli è stata chiesta la sua altezza, Herman, tuttavia, ha risposto "sette piedi e tre", ma quando gli viene chiesto quanto è alto con i calzini, risponde: "sette piedi e quattro - indosso calzini molto spessi". Mentre il suo numero di scarpe è US 26. Herman si considera bello, come del resto considera anche la sua famiglia, anche se può rompere uno specchio guardandolo e una volta è riuscito a rompere anche una padella specchiandovisi dentro. In un episodio Herman viene colpito da un fulmine, assumendo una forma che definisce "orribile": in realtà si tratta di Fred Gwynne senza trucco. In quell'occasione ha cercato di celare il proprio aspetto fintanto che due fulmini non lo rendono prima una donna e poi lo riportano al "bel" Herman che è sempre stato. In altri episodi si vede che ha peli sul dorso delle mani e quando stringe la mano a un suo vicino cieco, questi crede di tenere in mano la zampa di un cane.
Quando si sente frustrato (spesso), tende a battere i piedi per terra come un bambino che fa i capricci, facendo cadere l'intonaco dal soffitto. La sua forza risulta particolarmente utile al lavoro, dato che può sollevare le bare da solo. Herman ha una risata molto particolare, qualcosa che assomiglia a un forte raglio. Di tanto in tanto viene mostrato grugnire ed emettere suoni gutturali, simili a quelli del mostro di Frankenstein di Boris Karloff, solitamente quando è affamato, impaziente o infastidito da un problema minore, quale può essere trovare il suo giornale della domenica. In linea con la sua personalità infantile, Herman ama i palloncini, le caramelle e soprattutto i pancake preparati dalla moglie Lily. Gli piace giocare con i giocattoli, come il cappello e le pistole da cowboy, di suo figlio Eddie. Ama inoltre leggere i fumetti, nonostante ciò infastidisca Lily per un comportamento così infantile.
Pur essendo di origine tedesca e cresciuto in Inghilterra, Herman parla con un accento americano colto. Tuttavia legge i giornali tedeschi, cosa che viene sottilmente mostrata in almeno un episodio: sta leggendo un giornale, mentre conversa su un argomento non correlato, e quando la telecamera si avvicina abbastanza al suo viso, si può notare che il giornale è Die Zeit. In un'altra occasione legge Die Welt.

## Storia del personaggio
Herman è stato creato nel 1815 all'Università di Heidelberg dal dottor Victor Frankenstein. Il lavoro su di lui è stato completato attorno al 1850, ma né Lily né il nonno sono abbastanza sicuri della data precisa, assieme al fratello gemello Charlie. Lasciata la Germania per la Gran Bretagna, in giovane età, Herman è stato adottato dalla famiglia Munsters di Munster Hall, una famiglia nobile che viveva nella fittizia contea dello Shroudshire, in Inghilterra.
A un certo punto Herman si è trasferito in Transilvania, una regione in Romania, dove ha conosciuto Lily Dracula. Nel 1865, tecnicamente all'età di 15 anni, ma fisicamente più vecchio, Herman ha sposato Lily e la coppia si è trasferita negli Stati Uniti assieme al Nonno, dove Herman si è arruolato nell'esercito statunitense, combattendo nella seconda guerra mondiale. Il nonno ha affermato che è grazie a Herman se lui ha potuto lasciare la Transilvania e avere una vita migliore negli Stati Uniti.
Nella serie televisiva I mostri vent'anni dopo (The Munsters Today, 1988-1991), ha un fratello più giovane di nome Frank. Nel film del 1995 Here Come the Munsters Herman ha una sorella di nome Elsa, che ricorda la moglie di Frankenstein dell'omonimo film del 1935, in cui veniva appunto interpretata dall'attrice Elsa Lanchester. Questa è a sua volta sposata con Mr. Hyde, che si trasforma nel Dr. Jekyll.
Herman lavora da Gateman, Goodbury and Graves, un impresario funebre di Mockingbird Heights, dove ha cominciato come "box boy c. 1953", i suoi colleghi a volte osservano come la sua altezza e la sua forza siano fuori dall'ordinario, apparentemente ignorando il suo aspetto e colore (verde). Occasionalmente utilizza l'"auto aziendale" (un carro funebre), in cui entra dalla porta posteriore e guida come se fosse un corpo in consegna.

## Interpreti

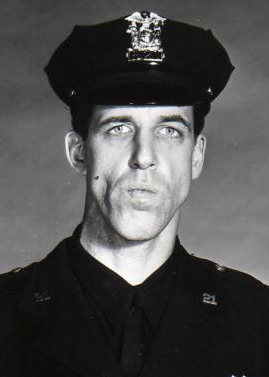
Fred Gwynne, il primo e più noto interprete di Herman Munster

Herman Munster è stato interpretato in origine, nella serie televisiva I mostri (The Munsters, 1964-1966), dall'attore statunitense Fred Gwynne, che ha poi ripreso il personaggio anche nei sequel: Marineland Carnival (1965), La dolce vita... non piace ai mostri (1966) e The Munsters' Revenge (1981), oltre che nell'episodio Edie Adams, Fred Gwynne, Glenn Yarbrough , della terza stagione di The Danny Kaye Show (1966). Nell'edizione in lingua italiana della serie televisiva I mostri, Fred Gwynne è stato doppiato da Roberto Bertea, durante la prima stagione, e da Giovanni Petrucci, durante la seconda stagione.
Nel remake di fine anni ottanta, I mostri vent'anni dopo (The Munsters Today, 1988-1991), Herman Munster viene interpretato da John Schuck, mentre nel pilota della serie non realizzata del 2012 Mockingbird Lane viene impersonato dall'attore Jerry O'Connell. Nei film televisivi degli anni novanta, viene interpretato da Edward Herrmann (Here Come the Munsters, 1995) e da Sam McMurray (The Munsters' Scary Little Christmas, 1996), mentre nel film del 2022 diretto da Rob Zombie, The Munsters, viene interpretato da Jeff Daniel Phillips.
Nell'episodio del 1973 The Mini-Munsters, della serie animata The ABC Saturday Superstar Movie, Herman Munster ha la voce di Richard Long.

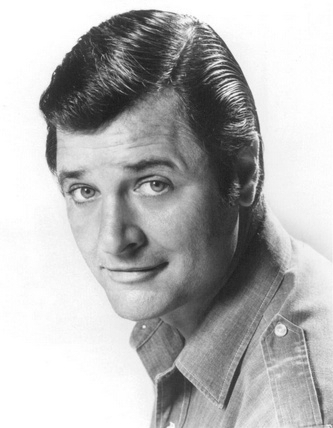
Richard Long, doppiatore di Herman Munster ne The ABC Saturday Superstar Movie
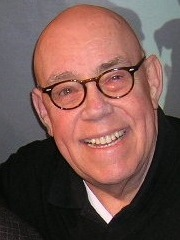
John Schuck, interprete di Herman Munster ne I mostri vent'anni dopo
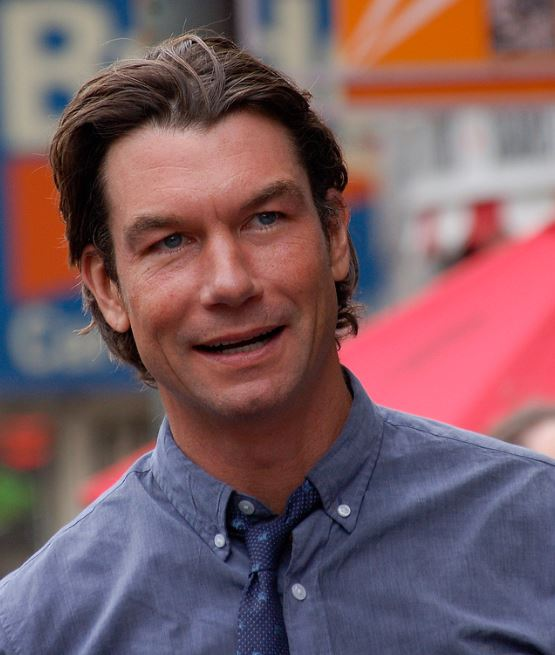
Jerry O'Connell, interprete di Herman Munster in Mockingbird Lane

## Filmografia

### Cinema
- La dolce vita... non piace ai mostri (Munster, Go Home!), regia di Earl Bellamy (1966)
- The Munsters, regia di Rob Zombie - direct-to-video (2022)

### Televisione
- I mostri (The Munsters) - serie TV, 70 episodi (1964-1966)
- Marineland Carnival - regia di Bob Lehman - film TV (1965)
- The Danny Kaye Show - serie TV, episodio 3x30 (1966)
- The Mini-Munsters regia di Gerard Baldwin - film TV della serie The ABC Saturday Superstar Movie (1973)
- The Munsters' Revenge, regia di Don Weis - film TV (1981)
- I mostri vent'anni dopo (The Munsters Today) - serie TV, 72 episodi (1988-1991)
- Here Come the Munsters, regia di Robert Ginty - film TV (1995)
- The Munsters' Scary Little Christmas, regia di Ian Emes - film TV (1996)
- Mockingbird Lane, regia di Bryan Singer - film TV (2012)